# Vardø kyrka

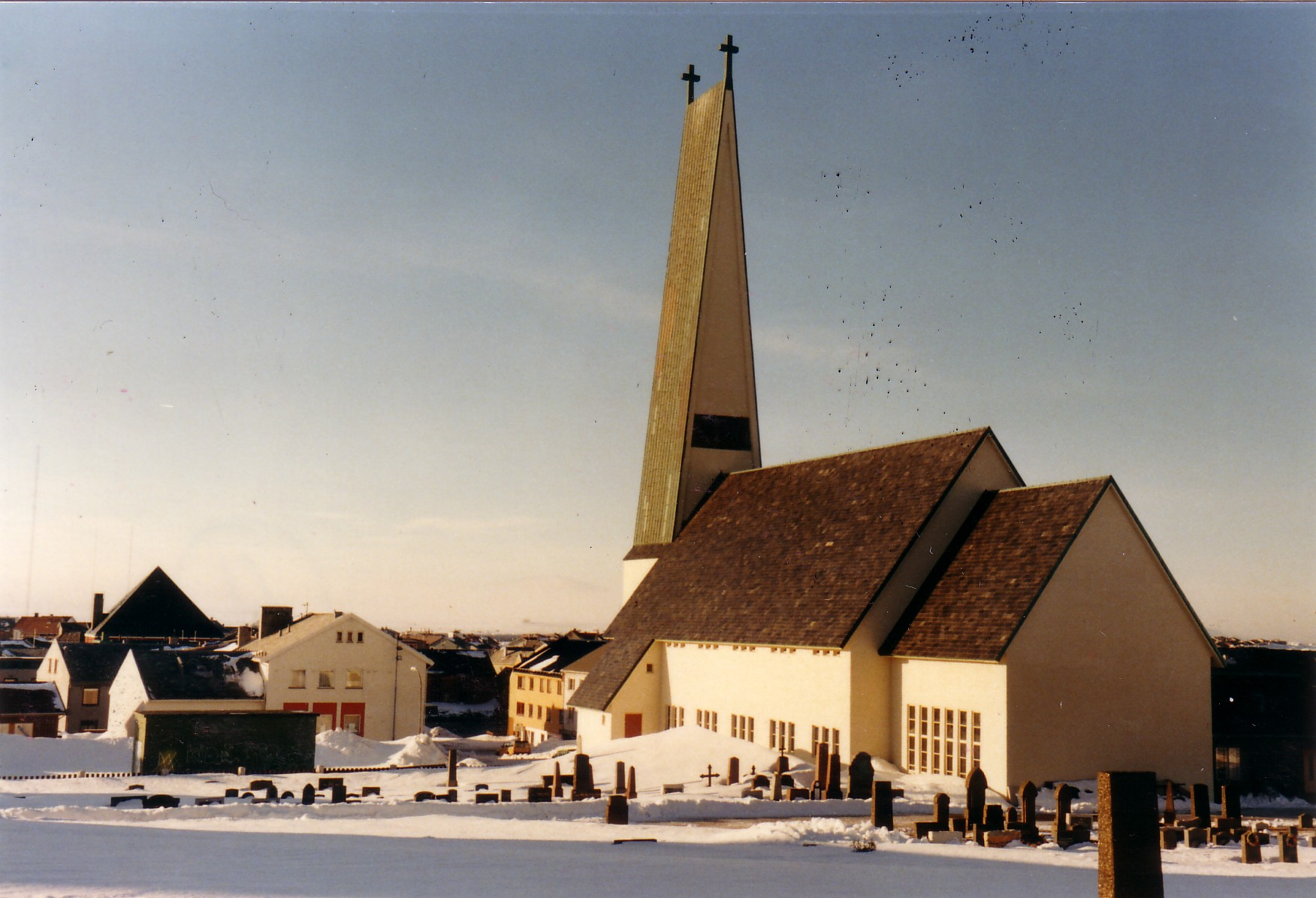
Vardö kyrka

Vardø kyrka är en långkyrka, byggd i betong, från 1958 i Vardø kommun i Finnmark fylke i Norge.
Vardøs första kyrka från medeltiden stod cirka 190 meter sydsydost om dagens kyrkobyggnad. Vardøs kyrkställe flyttades till nuvarande plats efter 1709, varefter en ny kyrka invigdes 1714. Den tidigare kyrkan användes som magasin och revs först 1714-1716. Den nya kyrkan uppfördes i timmer med en korsformad plan och med vapenhus. 
Nästa kyrka i Vardø ritades av Christian H. Grosch och byggdes 1869. Den brändes ned under den tyska arméns reträtt från Finnmark 1944. En ny kyrka ritades av Eivind Moestue (1893–1977) och uppfördes 1958.
Altartavla är mosaiken Hyllest til skaperverket av Margrethe von der Lippe (1913–1999) och Jens von der Lippe (1911–1990). Till höger om koröppningen hänger altartavlan från 1895 från den tidigare kyrkan, vilken har målats av Axel Ender.